# One More Time with Feeling
One More Time with Feeling is een Britse documentaire uit 2016 geregisseerd door Andrew Dominik. De documentaire toont de opnames van het zestiende studioalbum van Nick Cave and the Bad Seeds, Skeleton Tree.

## Verhaal
In de documentaire wordt het leven van de Australische singer-songwriter, acteur en dichter Nick Cave gevolgd tijdens de opnames van het Nick Cave and the Bad Seeds album Skeleton Tree. One More Time with Feeling geeft een inkijk op hoe Nick Cave, zijn vrouw Susie Bick en hun zoon Earl Cave omgaan met het overlijden van Earls tweelingbroer Arthur.